# Boletinellus merulioides
Boletinellus merulioides es una especie de hongo en la familia Boletinellaceae. Fue descrito por primera vez en 1832, es propio de Asia y el este de América del Norte, donde crece en proximidades de árboles de fresno.

## Descripción
Inicialmente el sombrero es convexo antes de aplanarse o tomar un perfil convexo en la madurez, y alcanza un diámetro de 5–12 cm. La superficie del sombrero es seca a ligeramente pegajosa, y lisa o cubierta con pequeñas fibrillas. Su color varía de marrón amarillo a marrón rojizo, y si se lo golpea presenta moretones de color marrón amarillento opaco. La pulpa es amarilla y, cuando se corta, no tendrá reacción de color o cambiará lentamente a azul verdoso. No tiene sabor u olor distintivo. La superficie de los poros es de color amarillo pálido a dorado opaco u oliva, pero lentamente se volverá azul y luego marrón rojizo como reacción a la lesión. Los poros son boletinoides, lo que significa que tienen una estructura intermedia entre las laminillas y los poros. Tienen aproximadamente 1 mm de ancho y la capa del tubo tiene una profundidad de 3–6 mm.

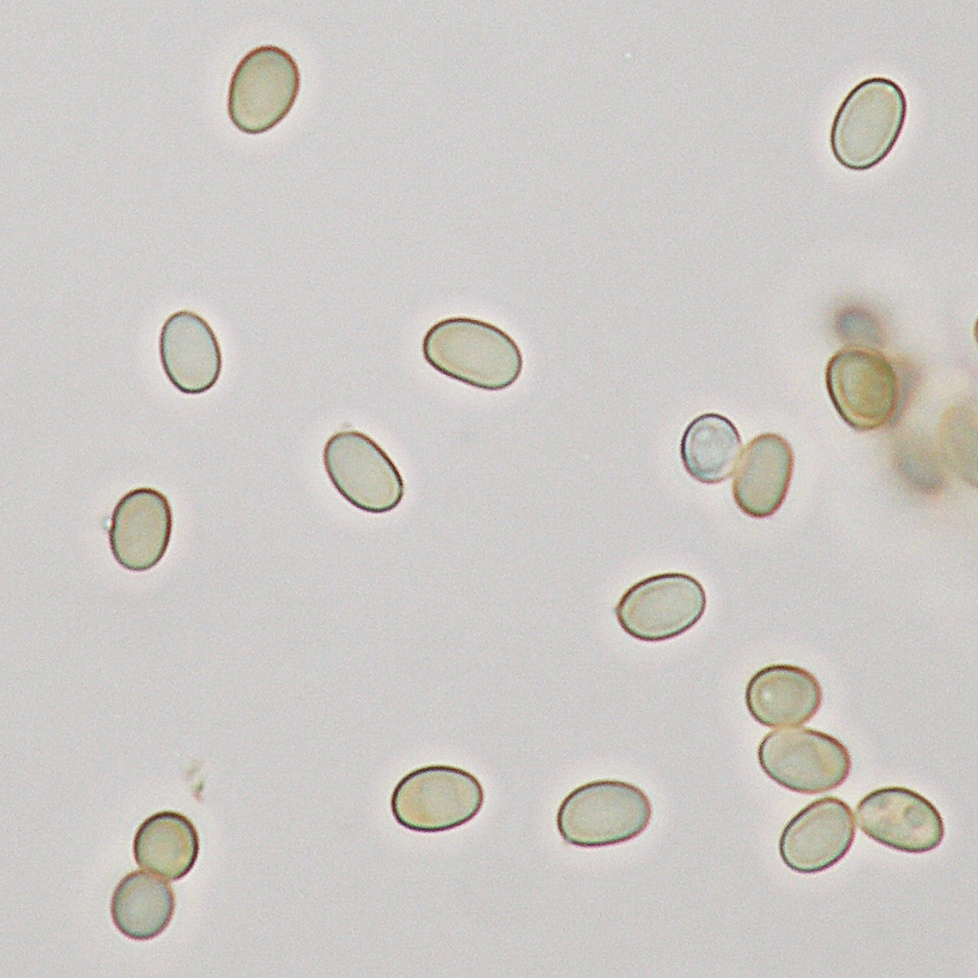
Basidiospores de Boletinellus merulioides, TRTC 52332, tomados en un microscopio con magnificación de 40x.

Los cuerpos fructíferos son comestibles pero de baja calidad. Se pueden usar los hongos como tintura para teñir de tonos marrón claro o marrón anaranjado oscuro, dependiendo del mordiente utilizado.